# Ancerviller

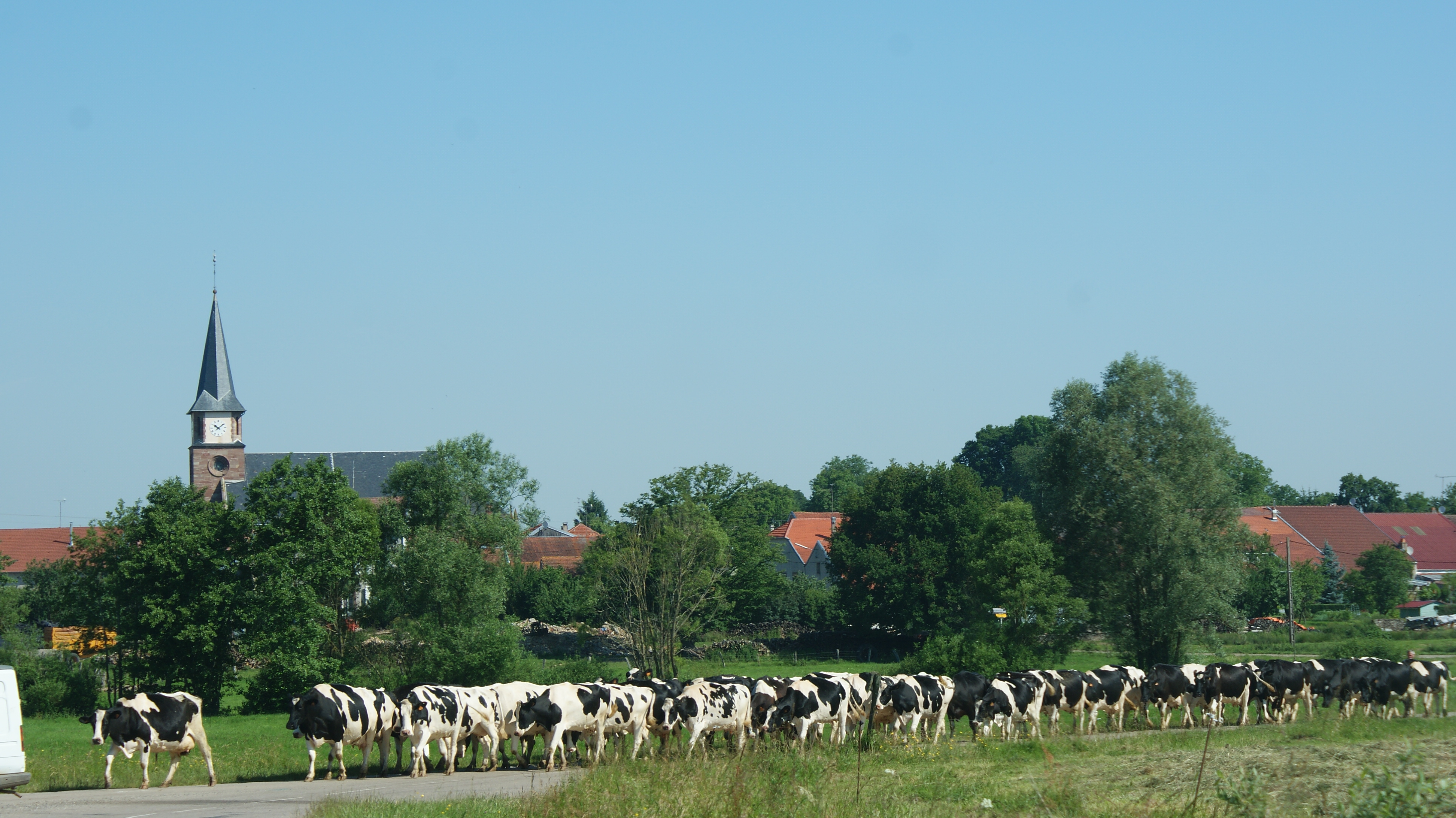
Ancerviller von Süden gesehen

Ancerviller [ɑ̃sɛʁvile] ist eine französische Gemeinde mit 247 Einwohnern (Stand 1. Januar 2022) im Département Meurthe-et-Moselle in der Region Grand Est (vor 2016 Lothringen). Sie gehört zum Arrondissement Lunéville und zum Kanton Baccarat.

## Geografie
Die Gemeinde liegt etwa 51 Kilometer südöstlich von Nancy im Südosten des Départements Meurthe-et-Moselle. Nachbargemeinden sind Barbas im Norden, Halloville im Nordosten, Montreux und Neuviller-lès-Badonviller im Osten, Badonviller im Südosten, Saint-Maurice-aux-Forges im Süden, Sainte-Pôle im Südwesten, Montigny und Mignéville im Westen sowie Domèvre-sur-Vezouze im Nordwesten. Die Gemeinde besteht aus den beiden Orten Ancerviller und Jesain, dem Weiler Le Hameau sowie Einzelgehöften. Das Waldgebiet le Grand Bois bedeckt weite Flächen im Osten der Gemeinde.

## Geschichte
Funde aus gallo-römischer und fränkischer Zeit belegen eine frühe Besiedlung. Ancerviller wurde 1272 unter dem Namen Ancerville in einem Dokument erstmals erwähnt. Ancerviller gehörte zur Vogtei Lunéville und somit zum Herzogtum Lothringen, das 1766 an Frankreich fiel. Bis zur Französischen Revolution lag die Gemeinde dann im Grand-gouvernement de Lorraine-et-Barrois. In den beiden Weltkriegen kam es zu Zerstörungen. Von 1793 bis 1801 war die Gemeinde dem Distrikt Blâmont zugeteilt. Von 1793 bis 1801 war sie Teil des Kantons Ogeviller (Ogéviller). Von 1801 bis 2015 war die Gemeinde in den Kanton Blâmont eingegliedert. Seit 1801 ist sie dem Arrondissement Lunéville zugeordnet. Die Gemeinde lag bis 1871 im alten Département Meurt(h)e. Seither bildet sie einen Teil des Départements Meurthe-et-Moselle. Im Jahr 1806 wurde Couvey in die Gemeinde eingegliedert.

## Bevölkerungsentwicklung
| Jahr                       | 1962 | 1968 | 1975 | 1982 | 1990 | 1999 | 2007 | 2019 |
| Einwohner                  | 375  | 309  | 288  | 254  | 220  | 241  | 248  | 264  |
| Quellen: Cassini und INSEE |      |      |      |      |      |      |      |      |

## Sehenswürdigkeiten
- Kirche Saint-Martin, 1915 zerstört und zwischen 1921 und 1923 wiederaufgebaut
- Kapelle Sainte-Agathe im Süden der Gemeinde
- drei Wegkreuze (bei der Kapelle Sainte-Agathe, an der Rue de Sainte-Pôle und nördlich von Ancerville)
- Denkmal und Gedenkplatte für die Gefallenen[1][2]

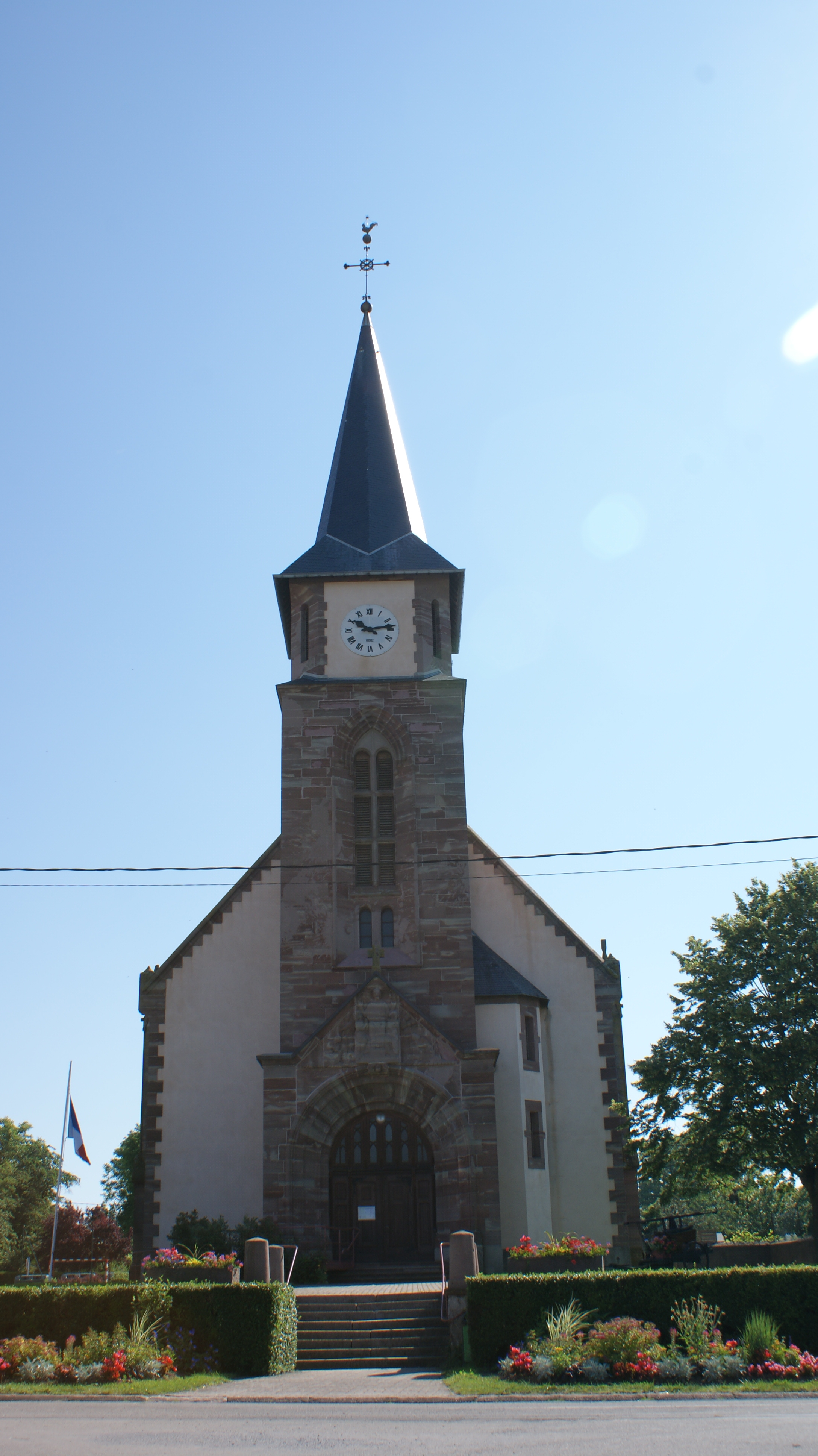
Kirche Saint-Martin
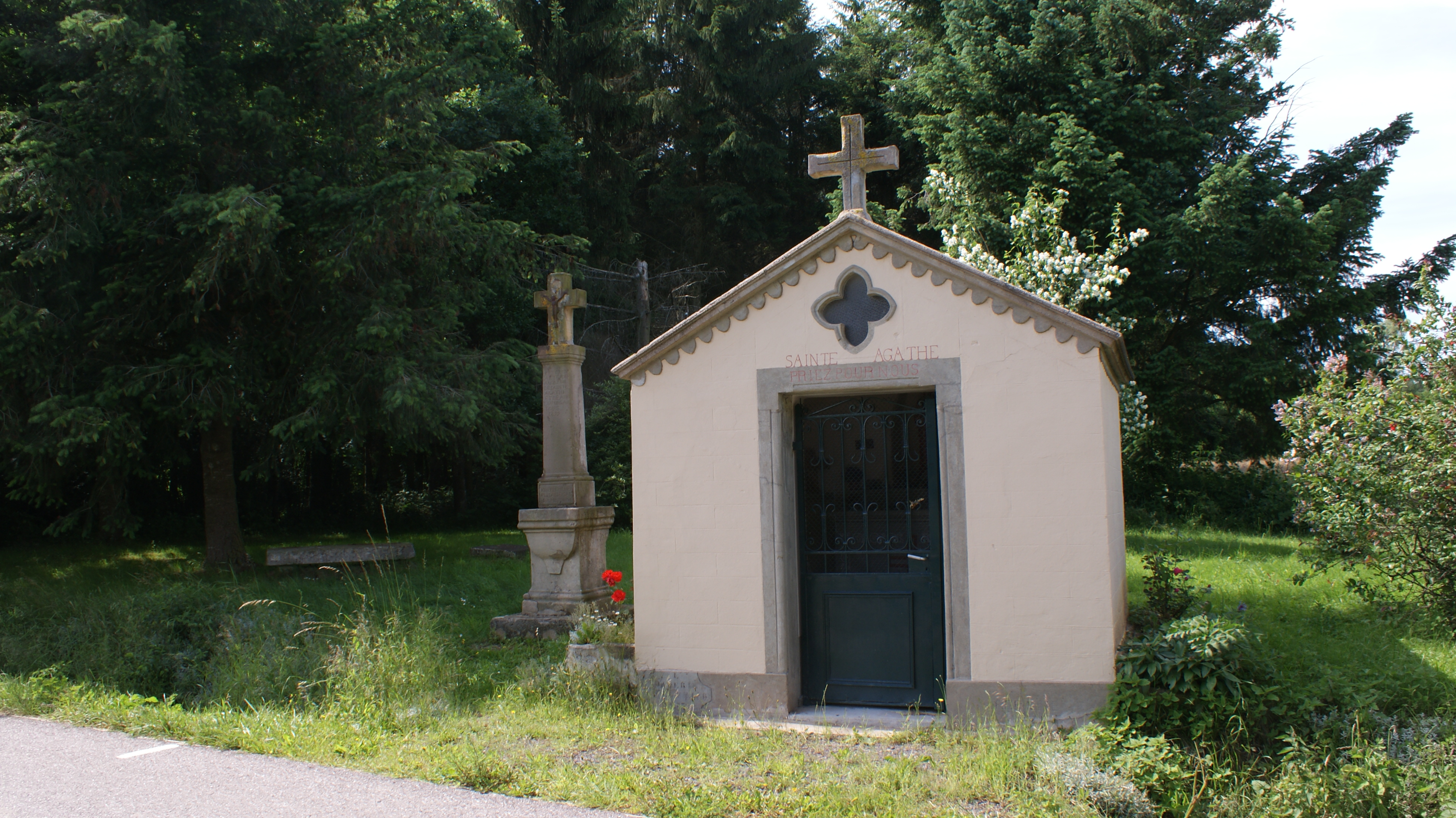
Kapelle Sainte-Agathe mit Wegkreuz
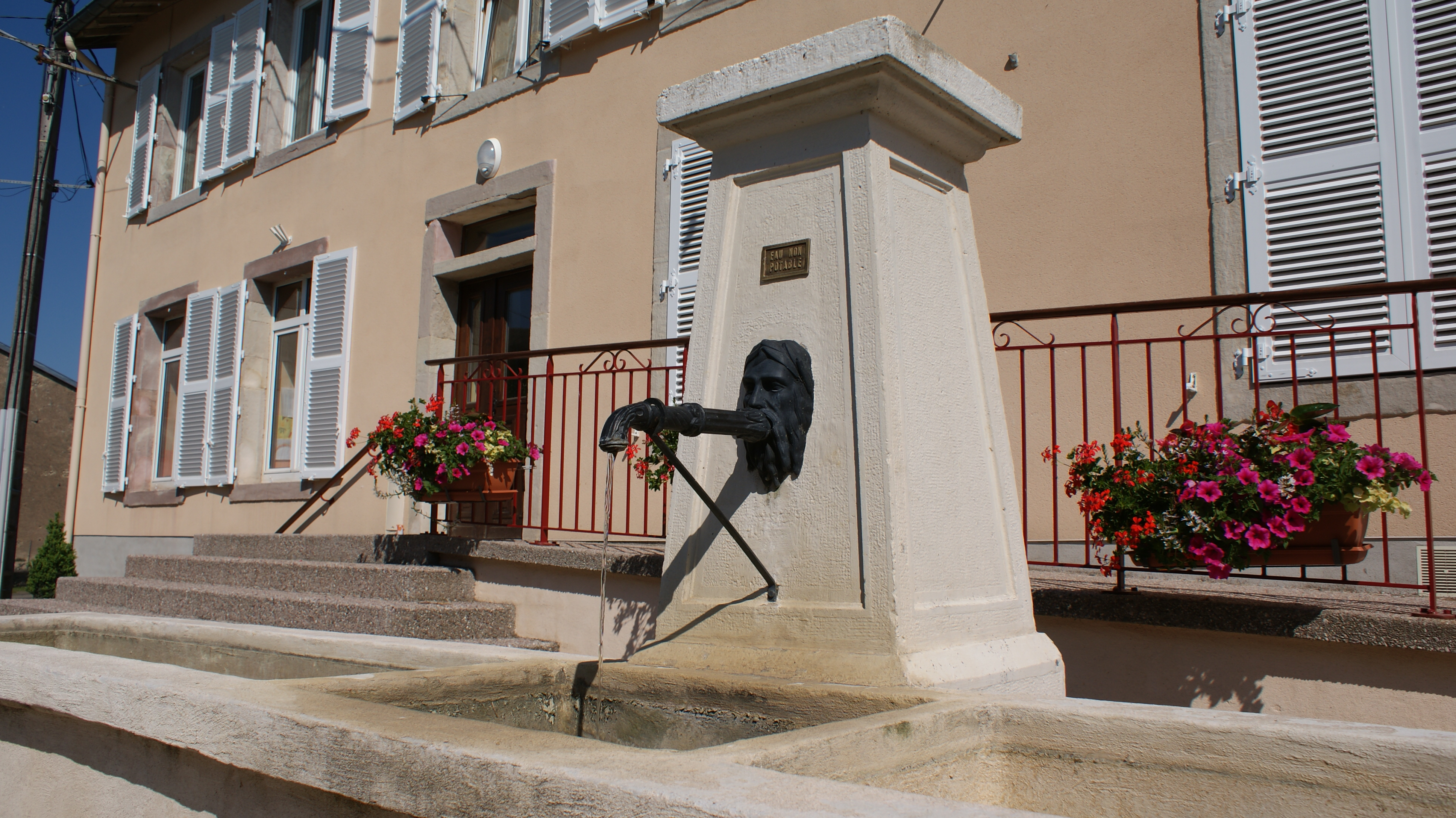
Brunnen vor dem Schulhaus

## Verkehr
Ancerviller liegt weitab von überregionalen Verkehrsverbindungen, mehrere Kilometer entfernt von der N 4 und der N 59. Die nächstgelegenen Anschlüsse sind in Blâmont (N 4) und Baccarat (N 59). In Baccarat ist zudem die nächstgelegene Bahnhaltestelle. Für den regionalen Verkehr sind die D20B, die D165 und die D186 wichtig, die durch das Dorf führen.